# فيليب إيفانز
فيليب إيفانز (30 مارس 1982 - )  (بالإنجليزية: Philip Evans)‏ هو لاعب كريكت بريطاني.